# Marcel Rømer
Marcel Ibsen Rømer (født 8. august 1991 i Køge) er en dansk professionel fodboldspiller, der spiller for den islandske klub KA Akureyri. Hans position på banen er midtbane.

## Karriere
Marcel startede sin karriere i Køge Boldklub men valgte som 9-årige at tage turen til Herfølge Boldklub. Han fik debut i efteråret 2009 imod SønderjyskE.

### Viborg FF
I september 2013 på transfervinduets sidste dag blev Rømer solgt fra HB Køge til Viborg FF, hvor han indgik en tre-årig kontrakt frem til sommeren 2016. Han opnåede i alt 58 ligakampe og scorede 5 mål i Viborg FF, før han i december 2015 skiftede til SønderjyskE.

### SønderjyskE
Den 17. december 2015 blev det oplyst, at Marcel Rømer skifter til SønderjyskE i jagten på mere spilletid. Kontrakten med SønderjyskE er gældende til sommeren 2018. Han fik sin debut for SønderjyskE i Superligaen den 6. marts, da han blev skiftet ind i det 90. minut i stedet for Janus Drachmann i en 3-1-sejr hjemme over Brøndby IF. Det blev til yderligere 11 optrædener for SønderjyskE i den bedste danske række i foråret 2016.

### Lyngby Boldklub
Den 31. august 2019 skiftede Rømer til Lyngby Boldklub på en fireårig aftale.  Marcel Rømer fungerer som anfører i Lyngby Boldklub. I januar 2024 forlængede han yderligere et år med Lyngby Boldklub, indtil sommeren 2025.  

## Personlige liv

### Familie
Marcel Rømer er bror til André Rømer, der også er professionel fodboldspiller. Derudover har Marcel Rømer en lillesøster, Isabell Tornø Osbech.
Rømer er far til to børn, som han har med sin afdøde hustru, Cecilie Dolberg Rømer. 
I slutningen af februar 2022 døde den kun 30-årige Cecilie uventet - formodentlig af et hjertetilfælde. Rømer tog derfor orlov fra fodbolden og vendte tilbage til fodboldbanen i maj 2022.
I tiden efter hustruens død mødte Rømer stor støtte fra sin klub Lyngby Boldklub, men også fra tidligere klubber og holdkammerater - heriblandt Lukas Lerager, som dedikerede et mål til Cecilie, og Jeppe Grønning, som tog Rømer med ned til Viborg FFs fantribunen, så han kunne blive hyldet af sin tidligere klub.
Marcel Rømer har siden starten af 2024 dannet par med Nikita Kristina Riber. 

### Religion
Marcel Rømer er religiøs og bærer en halskæde med et kors i. Når han inden træning eller kamp tager halskæden af, kysser han korset og beder en bøn.